# Fundación Carl Gustav Jung de España
La Fundación Carl Gustav Jung de España es una organización española sin ánimo de lucro con sedes en Madrid, Barcelona y Buenos Aires cuyos objetivos principales son promocionar y divulgar los contenidos teóricos y clínicos de la obra de C. G. Jung y otros autores, dentro del marco ideológico de la psicología analítica.

## Fundación y desarrollo
Fue constituida en 1993 con el objetivo de difundir la obra de Carl Gustav Jung y la de un gran número de psicólogos analíticos y así mismo participar en el conjunto del mundo junguiano. 
Un primer paso fue lograr el inicio de la edición de la Obra completa de Jung en castellano en colaboración con la Editorial Trotta, fijando los criterios de edición y traducción. Su labor se plasmó en la edición de los nueve primeros volúmenes publicados hasta 2006: 1, 4, 8, 9/1, 10, 12, 14, 15 y 16. 
Más adelante colaboró para que existiera la edición traducida al castellano del Libro rojo de C. G. Jung por la Editorial El hilo de Ariadna perteneciente al Malba & Fundación-Costantini, participando en un gran número de otras actividades formativas, editoriales y de divulgación cultural.